# El novio de la muerte
El novio de la muerte es una canción interpretada en ocasiones solemnes por la Legión española, aunque su himno oficial es la Canción del legionario.

## Historia
El novio de la muerte era primitivamente un cuplé cantado por Lola Montes con letra de Fidel Prado Duque y música de Juan Costa Casals (1882-1942). Se interpretó por primera vez el 20 de julio de 1921 en el Teatro Vital de Málaga. El 30 y 31  de julio de 1921 se interpretó en el teatro Kursaal de Melilla, con gran éxito. Dado que su letra exaltaba el espíritu militar y legionario, fue adoptada por la Legión española, que la interpreta con ritmo solemne en determinadas ocasiones, entre ellas el traslado del Cristo de la Buena Muerte en la Semana Santa de Málaga y en diferentes actos en la Semana Santa de Jerez de los Caballeros, Ronda y Huelva.

| Letra de 'El novio de la muerte' |
| --- |
| Nadie en el Tercio sabía quién era aquel legionario tan audaz y temerario que a la Legión se alistó. Nadie sabía su historia, mas la Legión suponía que un gran dolor le mordía como un lobo el corazón. Mas si alguno quién era le preguntaba, con dolor y rudeza le contestaba: «Soy un hombre a quien la suerte hirió con zarpa de fiera, soy un novio de la muerte que va a unirse en lazo fuerte con tan leal compañera». Cuando más rudo era el fuego y la pelea más fiera, defendiendo a su bandera, el legionario avanzó. Y sin temer al empuje del enemigo exaltado, supo morir como un bravo y la enseña rescató. Y al regar con su sangre la tierra ardiente, murmuró el legionario con voz doliente: «Soy un hombre a quien la suerte hirió con zarpa de fiera, soy un novio de la muerte que va a unirse en lazo fuerte con tal leal compañera». Cuando al fin le recogieron, entre su pecho encontraron una carta y un retrato de una divina mujer. Aquella carta decía: «...si algún día Dios te llama, para mí un puesto reclama que a buscarte pronto iré». Y en el último beso que le enviaba, su postrer despedida le consagraba. «Por ir a tu lado a verte, mi más leal compañera, me hice novio de la muerte, la estreché con lazo fuerte y su amor fue mi bandera». |

## Posibles inspiraciones
La letra se basa en un suceso real que tuvo lugar el 7 de enero de 1921 en Beni Hassán.  En el transcurso de una acción militar durante la guerra del Rif, falleció como consecuencia de heridas de guerra el cabo de la primera bandera de la Legión Baltasar Queija Vega. En su bolsillo se encontraron al parecer unos versos que acababa de escribir, emocionado por la reciente muerte de su novia. Poco antes había expresado a sus compañeros el deseo de reunirse prontamente con ella en la otra vida. Esta historia fue recogida por el fundador de la Legión española, Millán Astray, en su libro La Legión... Al Tercio. Sin embargo,  dado lo novelesco del suceso y la falta de datos sobre la actividad poética de Baltasar Queija Vega, algunos historiadores la han calificado como leyenda.
El escritor Arturo Barea, en su libro La Ruta, afirma haber conocido a un legionario que se alistó al perder a una gran mujer de una enfermedad incurable. Según el autor madrileño, el soldado deseaba encontrar la muerte dentro del Tercio, pero los mandos le tomaron cariño y le apartaron de destinos donde pudiera peligrar su vida. En la serie de televisión La forja de un rebelde, producida por Televisión Española, también aparece el mismo legionario.

## Adaptaciones
- En el año 1952, Emilio Ángel García Ruiz, director de la banda de música del Tercio, la adaptó para interpretarla como música de procesión.

- El grupo Glutamato Ye-Yé hizo una versión con el título de "Soy un socio del Atleti". En 2019 el grupo musical Fuerza nueva, formado por la unión de Los Planetas y Niño de Elche, publicó una versión modernizada en su álbum de debut homónimo, que incluye una referencia a la versión de Glutamato Ye-Yé.[9]
- El cantautor Javier Álvarez (cantautor) incluyó una adaptación de "El novio de la muerte" en  Grandes éxitos en 2001, álbum que, a pesar de su título, se basa en versiones de temas de otros artistas. Javier Álvarez rescata en él las canciones de su infancia para otorgarles su toque personal.